# Shift 2: Unleashed
Shift 2: Unleashed (numit și Need for Speed: Shift 2: Unleashed) este un joc video de curse dezvoltat de Slightly Mad Studios. Este al 17-lea titlu din seria Need for Speed. A fost lansat în 2011.